# Kjell Jansson (skådespelare)
Bengt Uno Kjell Jansson, född 3 juli 1933 i Trollhättan, död 1 november 1978 i Oscars församling i Stockholm, var en svensk skådespelare.
Kjell Jansson är gravsatt i minneslunden på Råcksta begravningsplats.

## Filmografi
- 1956 – Sceningång
- 1956 – Sången om den eldröda blomman
- 1960 – På en bänk i en park
- 1961 – Stöten
- 1963 – Det är hos mig han har varit
- 1966 – Höst
- 1966 – Dokument fångvård

## Teater

### Roller (ej komplett)
| År   | Roll                    | Produktion                                                                                               | Regi                 | Teater                 |
| ---- | ----------------------- | --- | -------------------- | ---------------------- |
| 1961 | Jimmy                   | Doft av honung (A Taste of Honey) Shelagh Delaney                                                        | Eva Sköld            | Riksteatern            |
| 1963 | Soldat Frichoune        | Bara en barberare (Histoire de Vasco) Georges Schehadé                                                   | Lars-Levi Laestadius | Stockholms stadsteater |
| 1963 | Ols Per Johan           | Lax, lax, lerbak Alf Henrikson                                                                           | Carl Johan Ström     | Stockholms stadsteater |
| 1964 | Poliskyparen Polis 1    | Han hade två pistoler med svarta och vita ögon (Aveva due pistole con gli occhi bianchi e neri) Dario Fo | Hans Dahlin          | Stockholms stadsteater |
| 1964 | Nasser                  | Skärmarna (Les Paravents) Jean Genet                                                                     | Per Verner-Carlsson  | Stockholms stadsteater |
| 1964 | Jimmy                   | Tolvskillingsoperan (Die Dreigroschenoper) Kurt Weill och Bertolt Brecht                                 | Hans Dahlin          | Stockholms stadsteater |
| 1965 | Sändebud Sjöman IV mfl. | Isabella (Isabella, tre caravelle e un cacciaballe) Dario Fo                                             | Frank Sundström      | Stockholms stadsteater |
| 1965 | Konstapel Lintz         | Buren (The Brig) Kenneth Brown                                                                           | Sten Lonnert         | Stockholms stadsteater |